# Estupro em prisões nos Estados Unidos
Estupro em prisões refere-se comumente ao estupro de detentos em prisões por outros detentos ou pelo pessoal penitenciário. Em 2001, a Human Rights Watch estimou que pelo menos 4,3 milhões de detentos haviam sido estuprados enquanto estavam encarcerados nos Estados Unidos. Um relatório do Departamento de Justiça dos Estados Unidos intitulado Vitimação sexual em prisões e cadeias relatada por detentos afirma que “Em 2011–12, estimou-se que 4,0 % dos detentos em prisões estaduais e federais e 3,2 % dos detentos em cadeias relataram ter sofrido um ou mais incidentes de vitimação sexual por outro detento ou por membros da equipe da unidade nos últimos 12 meses ou desde a admissão na unidade, se menos de 12 meses.” No entanto, defensores contestam a exatidão desses números, alegando que eles subnotificam o número real de agressões sexuais em prisões, especialmente entre menores.
Uma meta-análise publicada em 2004 encontrou prevalência de 1,91 % com intervalo de confiança de 95 % entre 1,37 e 2,46 %. Em pesquisa com 1 788 detentos do sexo masculino em prisões do Meio-Oeste dos EUA, publicada no Prison Journal, cerca de 21 % afirmaram ter sido coagidos ou pressionados a praticar atividade sexual durante a reclusão, e 7 % declararam ter sido estuprados na unidade atual. Em 2008, o Departamento de Justiça divulgou relatório indicando que o estupro em prisões respondia pela maioria dos estupros cometidos nos EUA naquele ano. Devido à alta taxa de encarceramento no país, os EUA tornaram-se provavelmente o primeiro e único no mundo onde o estupro de homens é mais comum do que o de mulheres.

## Estatísticas
Pesquisas mostram que menores encarcerados com adultos têm cinco vezes mais probabilidade de relatar agressão sexual do que jovens em Centro de detenção juvenil, e a taxa de suicídio de menores em cadeias é 7,7 vezes maior do que em centros de detenção juvenil.
Nos Estados Unidos, a conscientização pública sobre o estupro em prisões é relativamente recente, e as estimativas de prevalência variaram amplamente. Em 1974, Carl Weiss e David James Friar escreveram que 46 milhões de americanos seriam um dia encarcerados; desse total, afirmavam, 10 milhões seriam estuprados. Estimativa de 1992 do Bureau Federal de Prisões conjecturou que entre 9 % e 20 % dos detentos haviam sido agredidos sexualmente. Estudos de 1982 e 1996 concluíram que a taxa situava-se entre 12 % e 14 %; o de 1996, por Cindy Struckman-Johnson, concluiu que 18 % das agressões eram cometidas por funcionários. Estudo de 1986 de Daniel Lockwood estimou cerca de 23 % em prisões de segurança máxima em Nova Iorque. Pesquisa de 1994 de Christine Saum com 101 detentos mostrou que cinco haviam sido agredidos sexualmente.
Casos notificados de estupro em prisões aumentaram drasticamente nos últimos anos, embora isso possa refletir maior oferta de apoio psicológico e incentivos a denúncias. A ameaça do HIV também elevou o número de relatos, visando acesso a tratamento.
Segundo estudo do Departamento de Justiça para 2006, houve 2 205 denúncias de atos sexuais não consensuais entre detentos no sistema prisional dos EUA, 262 das quais comprovadas.
Segundo uma fonte, o abuso sexual cometido por guardas mulheres é especialmente grave em centros de detenção de menores, onde 90 % das vítimas de abuso por funcionários relatam que a agressora era uma guarda feminina.
O Bureau de Estatísticas de Justiça estima que cerca de 80 000 detentos por ano sofrem abuso sexual em instituições correcionais americanas. A Pesquisa Nacional de Detentos, com amostra de 92 449 presos (18 anos ou mais) e 1 738 (16–17 anos) em prisões estaduais, federais, cadeias locais e unidades especiais, destacou que 4,0 % dos presos em prisões e 3,2 % em cadeias relataram um ou mais incidentes de vitimação sexual desde a admissão ou nos últimos 12 meses. Aproximadamente 29 300 relataram incidente envolvendo outro detento, 34 100 envolvendo funcionários e 5 500 relataram ambos. Taxas foram maiores entre mulheres (6,9 %) que homens (1,7 %), e entre brancos (2,9 %) ou de duas ou mais raças (4,0 %) comparados a negros (1,3 %) para vitimação por detentos; e negros (2,6 %) ou mestiços (3,9 %) comparados a brancos (1,6 %) para vitimação por funcionários.
Além disso, menores de 16–17 anos em prisões de adultos não apresentaram taxas significativamente maiores de vitimação sexual em comparação a adultos. Estimou-se que 1,8 % dos menores relataram vitimação por detentos, contra 2,0 % de adultos em prisões e 1,6 % em cadeias; 3,2 % dos menores relataram má conduta sexual de funcionários, contra 2,4 % e 1,8 % em adultos de prisões e cadeias. Detentos não heterossexuais relataram as maiores taxas de vitimação: 12,2 % em prisões e 8,5 % em cadeias por detentos, e 5,4 % e 4,3 % por funcionários, contra 1,2 % e 2,1 % e 1,2 % e 1,7 % de heterossexuais.
Em 2016–17, o Departamento de Justiça e o BJS atualizaram dados da Lei de Prevenção ao Estupro em Prisões (2003) pela Pesquisa Nacional de Jovens em Custódia (NSYC). A NSYC estima vitimação sexual em unidades juvenis por autoentrevista computadorizada. Primeiro levantamento em junho de 2008; terceiro em 2017. Destacou que estupro em unidades femininas (5,3 %) foi mais de três vezes maior que em masculinas (1,5 %); que unidades onde 24 horas iniciais incluíam orientação explícita contra estupro apresentaram taxa de 1,1 %; que unidades com >76 % de jovens com histórico psiquiátrico tiveram 4,0 % de abusos entre jovens; e que taxas de má conduta sexual de funcionários foram mais altas em unidades com múltiplas alas (5,9 %) comparadas a ala única (2,1 %).

## Repercussões psicológicas
Relatório do BJS 2011–12 mostra que presos com sofrimento psicológico grave relataram altas taxas de estupro entre detentos e por funcionários: 6,3 % dos presos federais com sofrimento grave relataram vitimação por detentos, contra 0,7 % dos sem transtornos mentais graves; 21 % dos presos com sofrimento grave não heterossexuais relataram vitimação em prisões e 14,7 % em cadeias. Em todos os subgrupos (sexo, raça/origem hispânica, IMC, orientação sexual e tipo de crime), detentos com sofrimento grave relataram mais vitimação sexual que aqueles sem problemas de saúde mental.
Dados do BJS indicam que 36,6 % dos presos em prisões e 43,7 % em cadeias foram informados por profissional de saúde mental sobre transtorno. O teste K6 classificou sofrimento psicológico em: 0–7 (sem transtorno), 8–12 (ansiedade/transtorno de humor) e ≥13 (sofrimento grave). Entre presos com sofrimento grave, 6,3 % relataram vitimação por detentos e 5,6 % por funcionários em prisões; em cadeias, ambos 3,6 %.
A Human Rights Watch publicou No Escape: Male Rape in the U.S. em 17 de abril de 2007, após três anos de pesquisa com mais de 200 presos em 34 estados. Descreve efeitos psicológicos do estupro: “vítimas relatam pesadelos, depressão profunda, vergonha, perda de autoestima, autoaversão e consideram ou tentam suicídio; algumas relatam aumento de raiva e tendência à violência.” Patricia Resick, em “The Trauma of Rape and the Criminal Justice System”, relatou que mulheres dez ou vinte anos pós-estupro buscavam ajuda para problemas persistentes.

## Infecções sexualmente transmissíveis
Estupro em prisões contribui para transmissão de infecções sexualmente transmissíveis, inclusive HIV. Em dezembro de 2008, 21 987 detentos em prisões federais e estaduais estavam soropositivos ou com AIDS. Prisões mantêm taxas de HIV muito maiores que a população geral. Há evidência de que estupros e outras violências sexuais aumentam transmissão de ISTs. Sexo vaginal ou anal forçado e sem proteção rasga membranas, causando sangramento e risco elevado. “Incidentes de estupro em prisões envolvem múltiplos agressores”, facilitando disseminação de IST, e detentos podem ser estuprados repetidamente sem poder se afastar do agressor. Estatísticas confiáveis de ISTs decorrentes de estupro em prisões são indisponíveis; muitos casos não são relatados.
Fatores como discriminação racial e étnica, baixo nível socioeconômico, condição migratória, doença mental e instabilidade habitacional aumentam risco de detenção e infecção por HIV. Pessoas trans enfrentam alto risco de HIV e encarceramento devido à criminalização e discriminação; mulheres trans sofrem abuso policial e exploração sexual de guardas e detentos masculinos.
A superlotação prisional, agravada por leis de sentenças mais severas e Guerra às Drogas, torna detentos mais vulneráveis a ISTs pela falta de espaço e recursos. Superlotação afeta saúde pública: egressos podem transmitir ISTs à sociedade. Prevenir transmissão em prisões é essencial.
Recursos para prevenção de ISTs são escassos. Alguns sistemas prisionais não identificam nem tratam presos com ISTs. Apesar de recomendados, condomínios, testes de HIV e aconselhamento são raros.

## Estupro em prisões e sexualidade
```
No estupro em prisões, agressor e vítima quase sempre são do mesmo sexo, pela segregação de gênero, suscitando questões sobre orientação sexual e papéis de gênero.
[
26
]
```

Detentos de ambos os sexos vendem sexo por dinheiro, suborno ou chantagem. Segundo BJS (2006), em 30 % dos incidentes entre detentos, as vítimas foram persuadidas a consentir. Violação sexual masculina é mais freqüentemente cometida por funcionários; em mulheres, por outros detentos. Subnotificação pode explicar parte da discrepância. Estudo indicou que apenas 25 % dos homens e 10 % das mulheres relataram o crime a agentes ou autoridades prisionais.
Em prisões femininas, há ideia de que relações sexuais buscam “amor, afeto e companhia”. Isso reflete hipersexualização e estereótipo das detentas como socialmente desviantes, justificando suposta voluntariedade. Estudo de 1966 registrou 21 % de relações homossexuais voluntárias; pesquisa recente encontrou apenas 5 de 35 detentas envolvidas em relações voluntárias, maioria se declarando solitária.
Detentos LGBT têm maior risco de estupro. SISTEMA DE DENÚNCIAS FALHO, mas BJS aponta que LGBT relatam taxas de vitimação superiores a heterossexuais: na Pesquisa 2011–12, 12,2 % dos não heterossexuais em prisões relataram estupro por detentos e 5,4 % por funcionários, contra 1,2 % e 2,1 % de heterossexuais. Estudo em prisão da Califórnia encontrou 67 % de LGBTQ relatando estupro, possivelmente pela hierarquia sexual prisional que os torna alvos.
Algumas prisões segregam homossexuais, bissexuais e trans para proteger, mas métodos alternativos incluem infrações disciplinares ou tentativas de suicídio simuladas. Há relatos de detentos que mataram futuros agressores para evitar estupro, sem risco legal adicional devido a longas penas.
Vergonha associada à homossexualidade percebida contribui para subnotificação. Ameaças e indiferença de funcionários reprimem denúncias.
Public Law 108-79 foi aprovada em 2003. Segundo a Stop Prisoner Rape:

O projeto de lei prevê coleta de estatísticas nacionais; desenvolvimento de diretrizes para estados; criação de painel de revisão para audiências anuais; e concessão de verbas. "Infelizmente, em muitas unidades o abuso sexual continua sem controle", disse Stemple. "Esperamos que a legislação federal incentive estados a levar isso a sério e forneça ferramentas para prevenir."
AP reportou cultura predatória na prisão de Dublin (Califórnia), acobertada por anos. Ex-diretor foi condenado por agressão e exposição de presos nus; capelão também foi julgado.

## Notificação de estupro em prisões
“Agressão sexual já é subnotificada”, e estupro em prisões agrava o problema; apenas 20–35 % das vítimas femininas denunciam.
PREA (2003) só teve diretrizes nacionalmente executáveis em 2014. Estudo com 179 detentas relatou quase 400 casos de má conduta sexual de funcionários, avaliando fatores que influenciam denúncia. Mulheres fizeram a maioria das denúncias por serem maioria das vítimas femininas.
Fatores individuais impactam denúncia: gênero (mulheres denunciam mais que homens), idade (jovens mais propensas), renda e escolaridade (mais alto status denuncia menos). Tipo de agressão também importa: ferimentos físicos aumentam probabilidade de denúncia em 3,7 vezes; repetição de agressões reduz em metade; compensação ao agressor diminui ainda mais a chance.
Garland e Wilson, no Estudo Etnometodológico (2004–05) com 409 homens e 155 mulheres em 30 prisões, encontraram que 65 % viam denúncia como delação, crescente nos primeiros meses de pena (+33 % por mês), estabilizando depois; negros eram menos propensos a associar denúncias a delação; variáveis como idade ou crime não influenciaram significativamente.
Artigo sobre aceitação de mito do estupro (RMA) analisou como mitos definem “estupro clássico” e influenciam denúncia. Estudo mostrou mulheres que aceitavam mitos eram 98,1 vezes menos propensas a denunciar; denúncia precoce melhora autoestima e reduz sintomas de TEPT; RMA impede recuperação psicológica.

## Política
EUA têm taxa de encarceramento maior que qualquer país, exceto Seychelles (0,03 % da população dos EUA). Detentos têm pelo menos três vezes mais risco de HIV/AIDS que população geral. Estudo de 2014 em Health Affairs entrevistou diretores médicos de 50 sistemas prisionais estaduais e 40 cadeias, e só 19 % dos sistemas e 35 % das cadeias ofereciam teste de HIV com opção de recusa (“opt-out”). Timothy Flanigan (Brown) observou que outros países adotam abordagem mais proativa; sistemas prisionais nos EUA são geridos por estados e municípios, sem incentivação financeira para rastrear ou tratar preso; preservativos são medida barata mas raramente fornecida.
Sociedade subestima a gravidade do estupro em prisões.[carece de fontes?] Ele “minou a estrutura de autoridade nas prisões”; vítimas relatam que predadores controlam suas vidas mais que instituições. Cultura de estupro aumenta violência institucional (brigas, homicídios, motins) e gera problema de saúde pública (tratamento a curto e longo prazo; disseminação de doenças). Efeitos físicos e psicológicos dificultam reintegração e emprego.
Michael Horowitz (Hudson Institute) foi força motriz da PREA, articulando coalizão diversa (Anistia Internacional, Concerned Women of America, Focus on the Family, Human Rights Watch, Justice Policy Institute, NAACP, National Association of Evangelicals, Open Society Policy Center, National Council of La Raza, Prison Fellowship, Stop Prisoner Rape etc.). PREA busca mudar atitudes de autoridades e agentes, priorizar prevenção, investigação e punição, e criar base de dados para decisões.
Grupos como Human Rights Watch e Stop Prisoner Rape documentaram tolerância de estupro como meio de controle populacional.
Estupro em prisões é tema recorrente no humor americano. Piada “não derrube o sabonete” sugere estupro esperado na prisão; aparece em filmes como Let's Go to Prison e jogo “Don't Drop the Soap” (John Sebelius). Referências ocorrem até em SpongeBob SquarePants e Shrek.
PREA exige compilação de estatísticas, audiências anuais e verbas. Estudo financiado pela PREA de Mark Fleisher, controverso, concluiu que estupro em prisões é raro: “visão de estupro prisional não interpreta pressão sexual como coerção.”
Em 2007, Suprema Corte dos EUA recusou ouvir recurso de Khalid el-Masri, acusando CIA de tortura com “penetração anal forçada”, por segredo de Estado.
Em 2012, o DOJ emitiu protocolos nacionais para expandir PREA, proibindo convivência de menores com adultos, revista de agentes do sexo oposto, monitoramento por vídeo e proteção especial a presos LGBT.

## Lei de Prevenção ao Estupro em Prisões de 2003
A Lei de Prevenção ao Estupro em Prisões de 2003 (PREA) é lei federal para proteger detentos contra estupro. Objetivos: “analisar incidência e efeitos do estupro em instituições federais, estaduais e locais; oferecer informações, recursos, recomendações e financiamento.” Padrões exigem detecção, prevenção, redução e punição; concessão de verbas; abrangência de todas instituições que abrigam adultos ou menores e agências correcionais comunitárias. Apesar disso, estupro em prisões não diminuiu; práticas dependem de recursos estaduais e treinamento eficaz.

## Leitura complementar
Harnsberger, R. Scott. A Guide to Sources of Texas Criminal Justice Statistics [North Texas Crime and Criminal Justice Series, no. 6]. Denton: University of North Texas Press, 2011. ISBN 978-1-57441-308-3
National Prison Rape Elimination Commission Report and Standards: Hearing before the Subcommittee on Crime, Terrorism, and Homeland Security of the Committee on the Judiciary, House of Representatives, One Hundred Eleventh Congress, First Session, July 8, 2009. Washington: U.S. G.P.O., 2010.